# Glaucoda transparitalis
Glaucoda transparitalis là một loài bướm đêm trong họ Crambidae.